# 松原市民図書館
松原市民図書館（まつばらしみんとしょかん）は、大阪府松原市の公共図書館の総称。松原市民松原図書館（読書の森）を中央館とし、地域館として松原市民天美西図書館、松原市民天美図書館、松原市民情報ライブラリー、松原市民三宅図書館、松原市民恵我図書館の5館がある。
子ども文庫を源流として図書館設置運動が行われたことに特色があり、行政主導で優れた図書館作りを行った東京都の日野市立図書館と対比させて、「東の日野、西の松原」と呼ばれたこともある。

## 歴史

### 図書館活動（1970年～1980年）

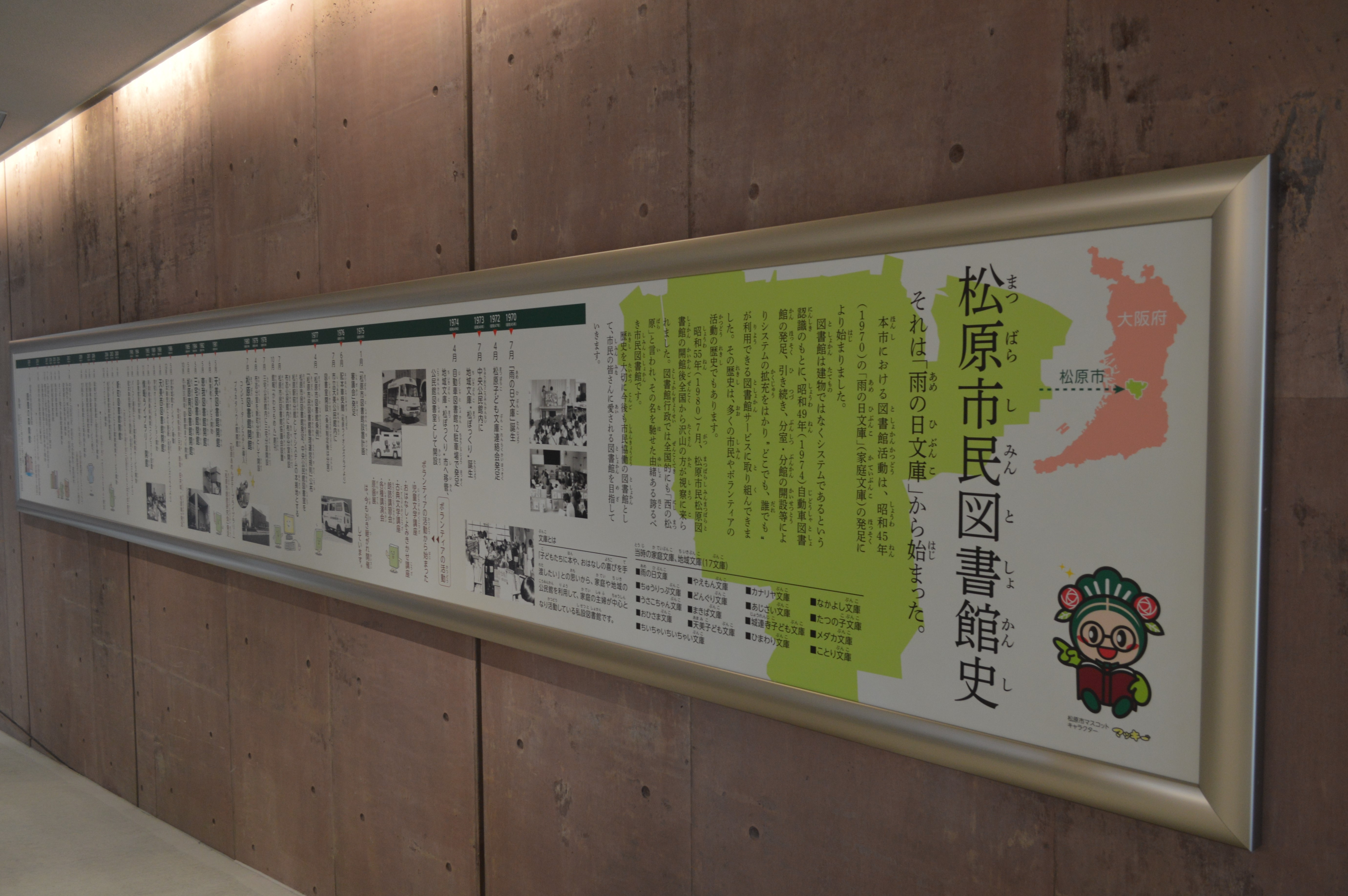
松原市における図書館活動の歴史

松原市は大阪市のベッドタウンとして発展し、高度経済成長期に人口が急増した自治体である。1970年（昭和45年）7月には松原市に「雨の日文庫」が誕生し、1972年（昭和47年）4月には松原子ども文庫連絡会が発足し、1973年（昭和48年）7月には松原市中央公民館に地域文庫「松ぼっくり」が誕生した。
1972年（昭和47年）時点で松原市が策定していた10年計画の中に図書館の建設は含まれておらず、移動図書館車の運行開始の予定もなかったが、大阪市立図書館長を務めていた森耕一（松原市在住）の意見などもあり、1974年（昭和49年）4月には移動図書館車の運行を開始した。車両には長新太のイラストが描かれており、初代車両の積載量は約2500冊だった。移動図書館車の運行開始と同時に、地域文庫「松ぼっくり」が松原市に移管され、松原市立中央公民館に中央公民館図書室が開設された。
1973年（昭和48年）の大阪府においては、43市町村のうち17市町（30市のうち16市、13町村のうち1町）に図書館が設置されているに過ぎず、さらに大阪府南部の自治体では図書館の設置が遅れていた（北高南低）。1975年（昭和50年）1月には松原市図書館設置計画審議会が発足し、1976年（昭和51年）11月には図書館設置計画審議会答申が提出された。1977年（昭和52年）4月には松原市図書館条例を制定し、組織としての松原市民図書館が発足すると、図書館サービスの拠点として中央公民館図書室（松原駅前分館）を、布忍公民館に布忍分室を開設した。1978年（昭和53年）5月には布忍分室を休室し、7月には三宅公民館に三宅分室を開設したが、1979年（昭和54年）4月には布忍分室を新町分室として再開設した。

### 初代松原図書館開館後（1980年～2020年）
| 貸出冊数の変遷 | 貸出冊数の変遷 | 貸出冊数の変遷 | 貸出冊数の変遷 | 貸出冊数の変遷 |
| -------------- | -------------- | -------------- | -------------- | -------------- |
| 年             |                |                |                | 冊数           |
| 1975           | 1975           |                | 196,265        | 196,265        |
| 1980           | 1980           |                | 518,222        | 518,222        |
| 1985           | 1985           |                | 628,244        | 628,244        |
| 1990           | 1990           |                | 585,921        | 585,921        |
| 1995           | 1995           |                | 700,255        | 700,255        |
| 2000           | 2000           |                | 746,467        | 746,467        |
| 2005           | 2005           |                | 665,871        | 665,871        |
| 2010           | 2010           |                | 688,052        | 688,052        |
| 2015           | 2015           |                | 511,940        | 511,940        |
| 2020           | 2020           |                | 489,544        | 489,544        |

1980年（昭和55年）7月、建物としての松原市民松原図書館が開館した。公民館、文化会館、体育館などが集まる場所にあり、鉄筋コンクリート造2階建ての建物の外壁には化粧煉瓦が用いられていた。松原図書館は中央館としての機能を果たすべく設置されたが、あくまでも「本格的な地域館」という位置づけだった。巨大な中央館を建設するのではなく、地域館・分館・分室・移動図書館を組み合わせることによって図書館サービス網を構築したのが松原市の特色である。松原市は「市立図書館」という名称を主張したが、松原子ども文庫連絡会が「市民図書館」という名称を提案し、最終的には松原子ども文庫連絡会の提案通りの名称となった。
この後には立て続けに地域館を開設しており、1981年（昭和56年）5月には松原市民天美図書館が、1982年（昭和57年）5月には松原市民恵我図書館が、1984年（昭和59年）5月には松原市民三宅図書館が、1985年（昭和60年）5月には松原市民松原南図書館が、1988年（昭和63年）6月には天美西図書館が開館している。この間の1985年（昭和60年）4月には松原図書館と松原南図書館がオンラインで結ばれ、1986年（昭和61年）5月には全地域館がオンラインで結ばれた。
平成に入ってからも、1993年（平成5年）11月には情報ライブラリーが、2000年（平成12年）4月には新町図書館が開館した。2006年（平成18年）4月には松原市にメインキャンパスを置く阪南大学図書館と相互利用を開始した。移動図書館車は買い替えを経て1974年（昭和49年）から運行を続けていたが、2007年（平成19年）3月に運行を終了して役目を終えた。
2009年（平成21年）4月には大阪市と図書館の相互利用を開始し、2012年（平成24年）7月には松原市、八尾市、柏原市、東大阪市、富田林市、河内長野市、羽曳野市、藤井寺市、大阪狭山市の9市で図書館の相互利用を開始した。また、2017年（平成29年）には南河内3町村（千早赤阪村、太子町、河南町）の図書館及び図書室との相互利用を開始した。
2011年（平成23年）3月には松原市民図書館協議会によって「これからの松原市民図書館のあり方について」答申され、2013年（平成25年）5月には松原市図書館適正配置等検討委員会によって「図書館の適正配置及び規模、ならびに市民サービスの充実などについて」答申された。2010年代には複数の地域館を休止・廃止しており、2015年（平成27年）4月1日には新町図書館を廃止、松原南図書館を休止し、2016年（平成28年）6月29日には松原南図書館を廃止している。2017年（平成29年）7月には「松原市新図書館建設方針」を策定し、1980年（昭和55年）から使用していた建物に変わる図書館の建設に着手した。

### 読書の森開館後（2020年～）
2018年（平成30年）11月には松原図書館新館の建設工事に着工し、2019年（令和元年）11月11日には松原図書館が移転準備のための長期休館に入った。この間の2019年（令和元年）7月1日には松原図書館に指定管理者制度が導入され、図書館流通センターを中心とするTRC松原グループが指定管理者となった。2020年（令和2年）1月26日、松原市民松原図書館の新館（読書の森）が開館した。「読書の森」と命名したのは地元の小学生である。開館と同時にWi-Fi接続サービスやインターネット予約サービスも開始しており、その他には自動貸出機、読書通帳機、書籍除菌機、予約棚、RoBoHoNなども導入されている。
2020年（令和2年）前半には新型コロナウイルス感染症の流行が拡大し、3月2日から5月18日には臨時休館した。4月6日以降には緊急事態宣言の発出に伴う特別措置として予約本の宅配サービスを実施している。コロナ禍においては2021年（令和3年）1月14日から2月28日にも時間短縮開館となり、同年4月25日から6月20日にも臨時休館した。2021年（令和3年）12月29日には天美図書館が移転準備のための長期休館に入り、2022年（令和4年）2月1日に天美図書館が移転開館した。

## 各館

### 松原市民松原図書館（読書の森）

#### 設計
松原市は設計・施工一体型のプロポーザル方式で事業者の選定を行い、高野洋平と森田祥子が主宰するMARU。architectureと鴻池組が設計を、鴻池組が施工を担当した。松原市周辺には多数の古墳やため池があるため、田井城今池親水公園にもとから存在したため池を埋め立てずに残し、古墳のようにため池の端に図書館が建てられた。MARU。architectureは公共施設から民間施設まで幅広い建物を設計しており、図書館を含む土佐市複合文化施設 つなーでを設計した経験はあるが、図書館単独施設の設計は松原市民松原図書館が初である。

#### 建物
赤みを帯びたコンクリートの外壁を採用した、壁面が傾斜したり不定形な輪郭を持つことが建物の特徴である。建物や池の周囲には遊歩道が整備され、建物内には屋外テラスや池を見渡せる閲覧席が設置されるなど、親水空間としての機能が強く意識されている。また、池の水面で冷却された風が建物内を循環する工夫がなされている。

#### 施設
1階は主に一般書と地域資料の書架、2階は雑誌・新聞などのブラウジングコーナーや自習室、3階は児童書の書架がある。
- 1階 - 一般開架
- 2階 - ブラウジングコーナー、閉架書庫
- 3階 - 児童開架

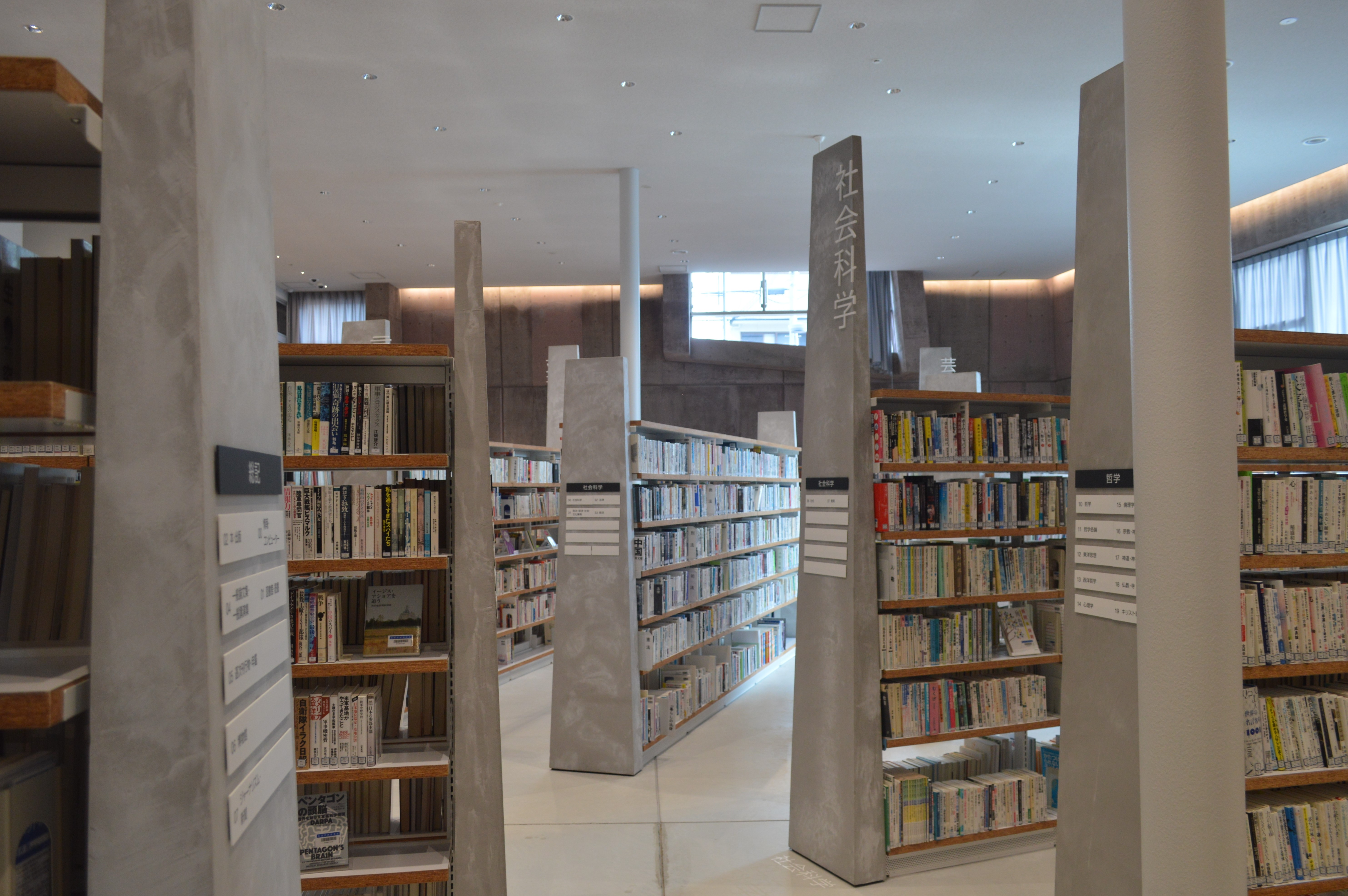
1階「一般書と地域資料のフロア」
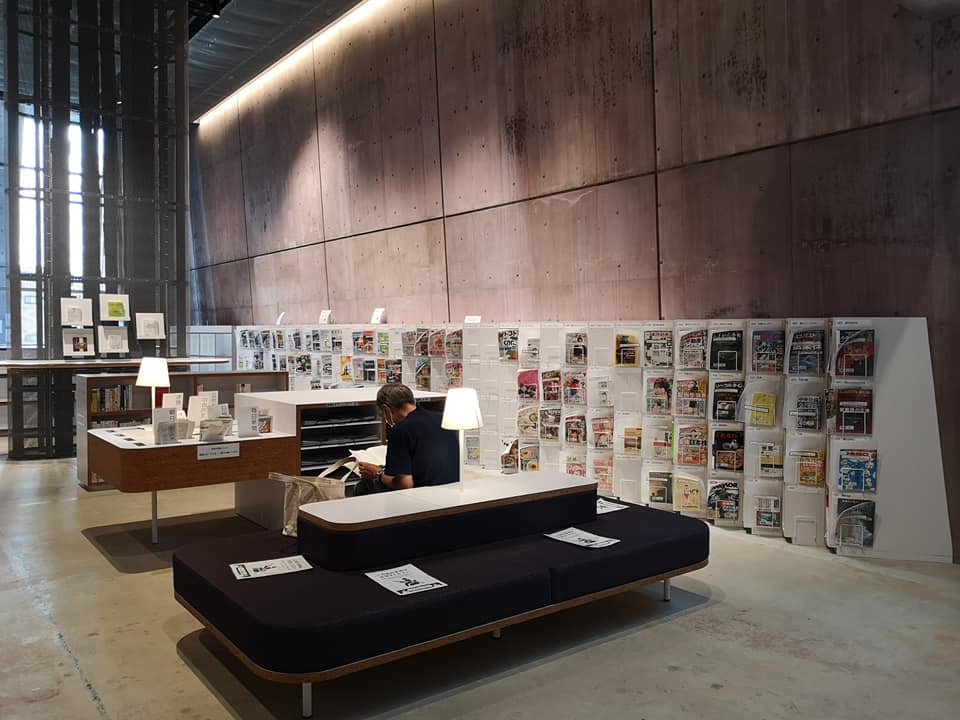
2階「雑誌と新聞・ブラウジングのフロア」
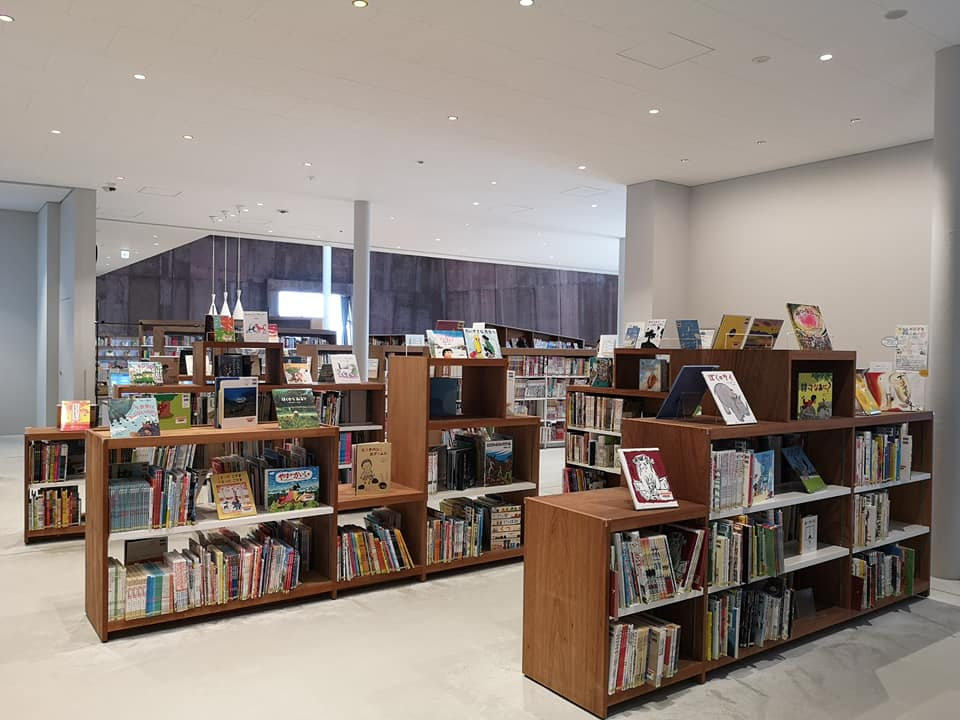
3階「こどもの本とえほんのフロア」
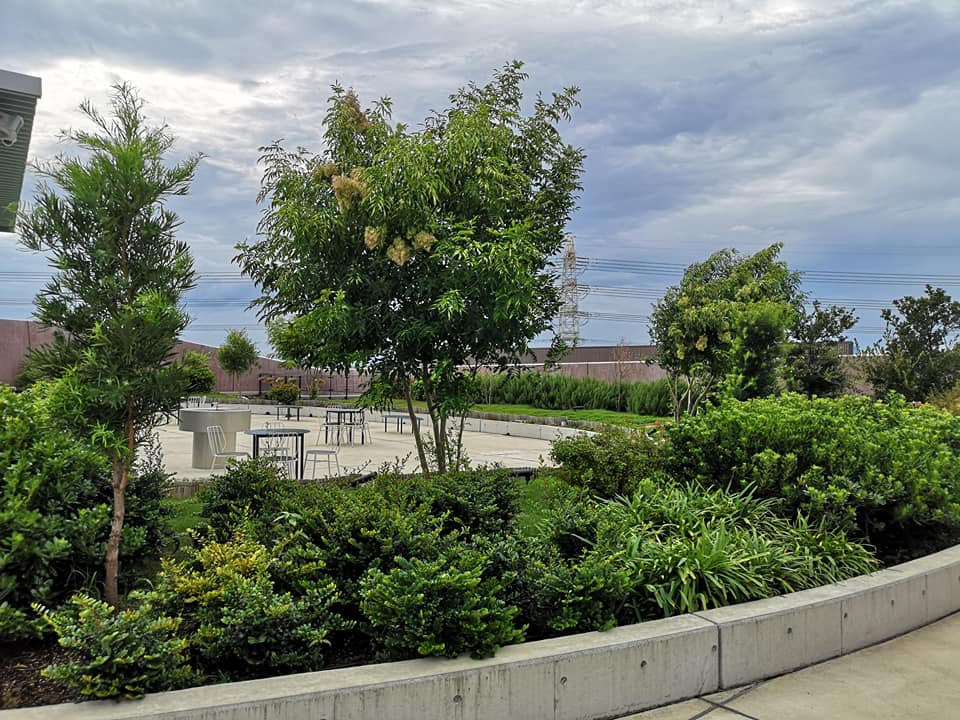
屋上広場

### 松原市民天美西図書館

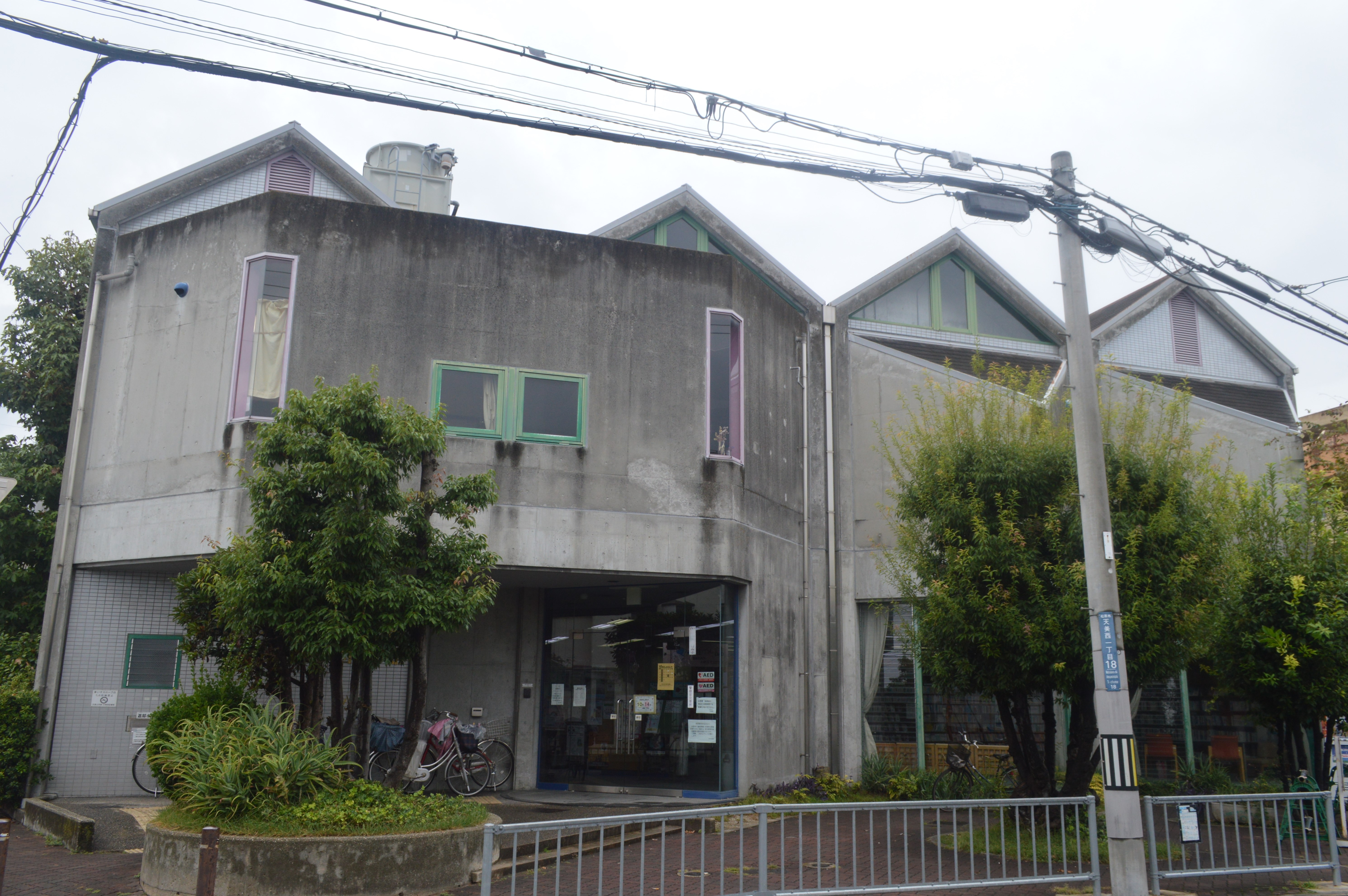
松原市民天美西図書館

### 松原市民天美図書館

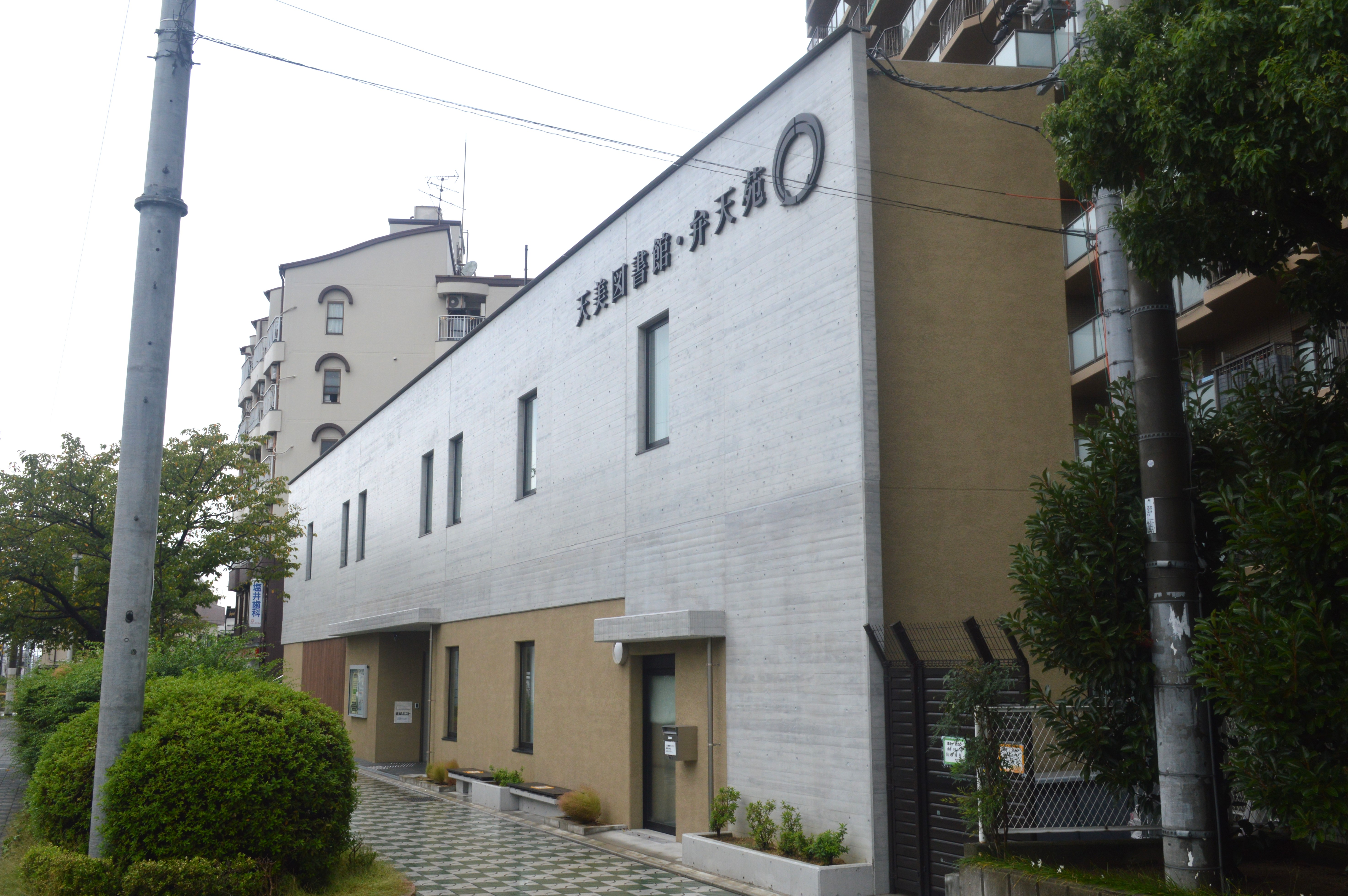
松原市民天美図書館

### 松原市民情報ライブラリー

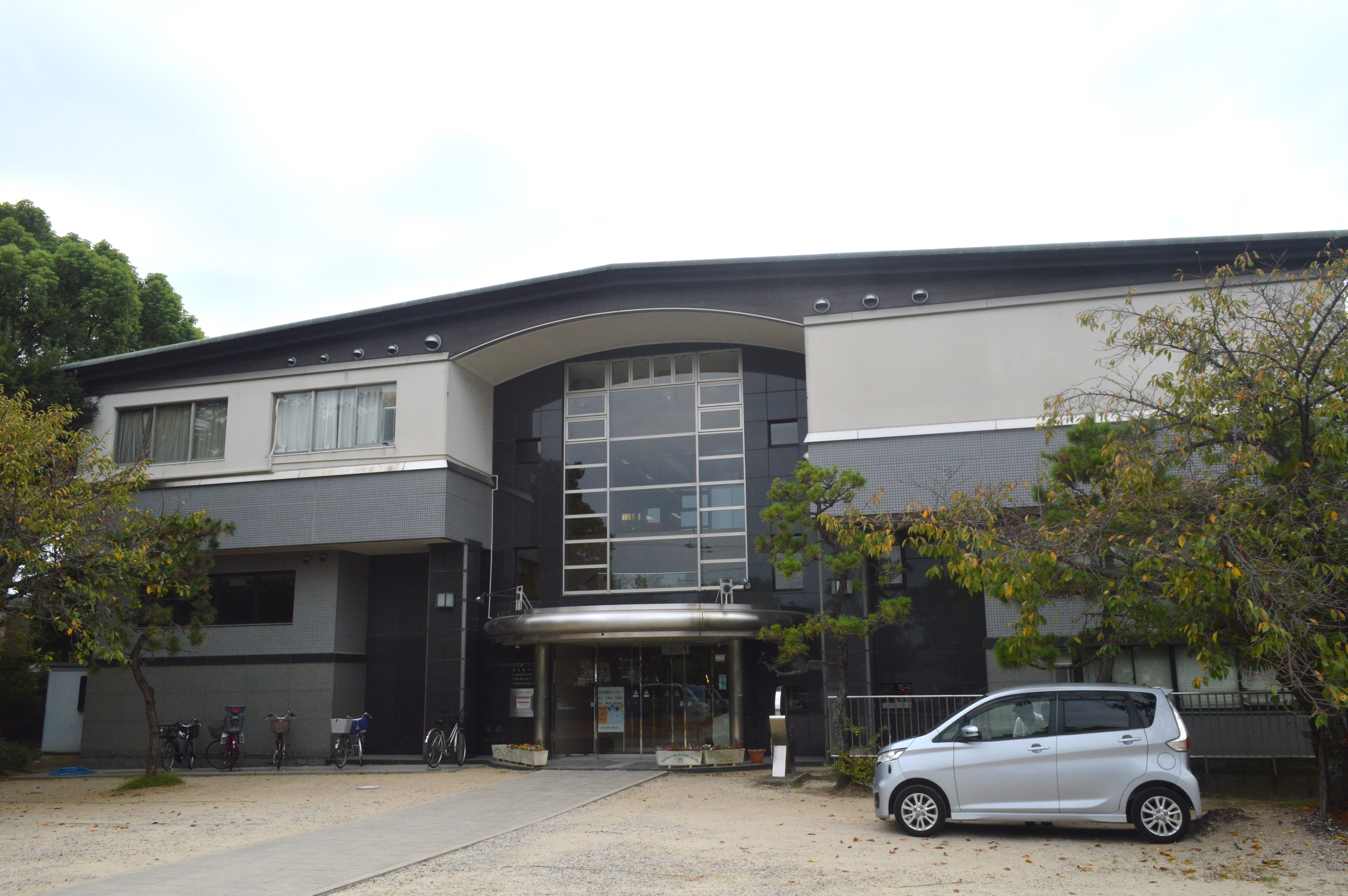
松原市民情報ライブラリー

### 松原市民三宅図書館

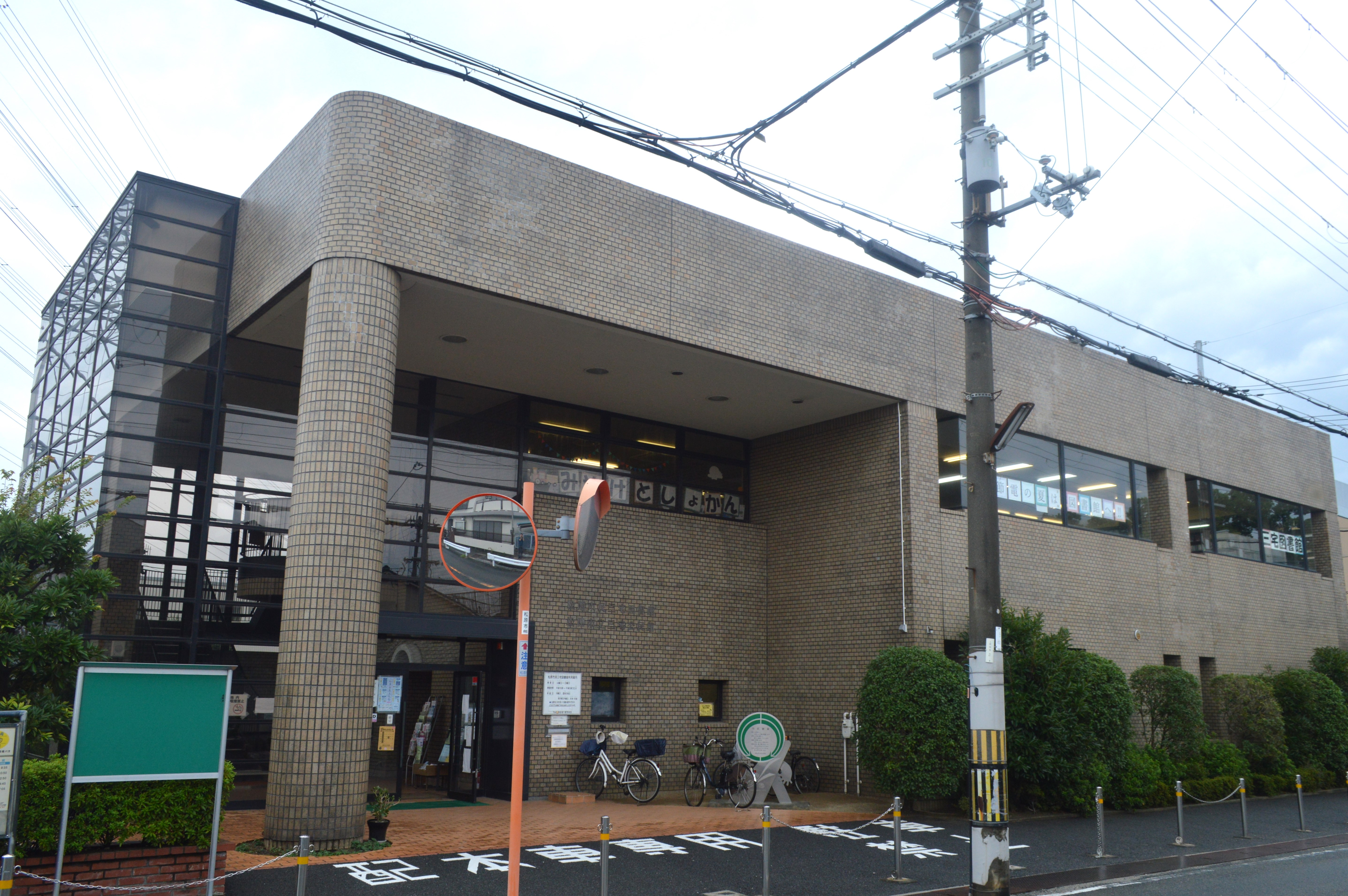
松原市民三宅図書館

### 松原市民恵我図書館

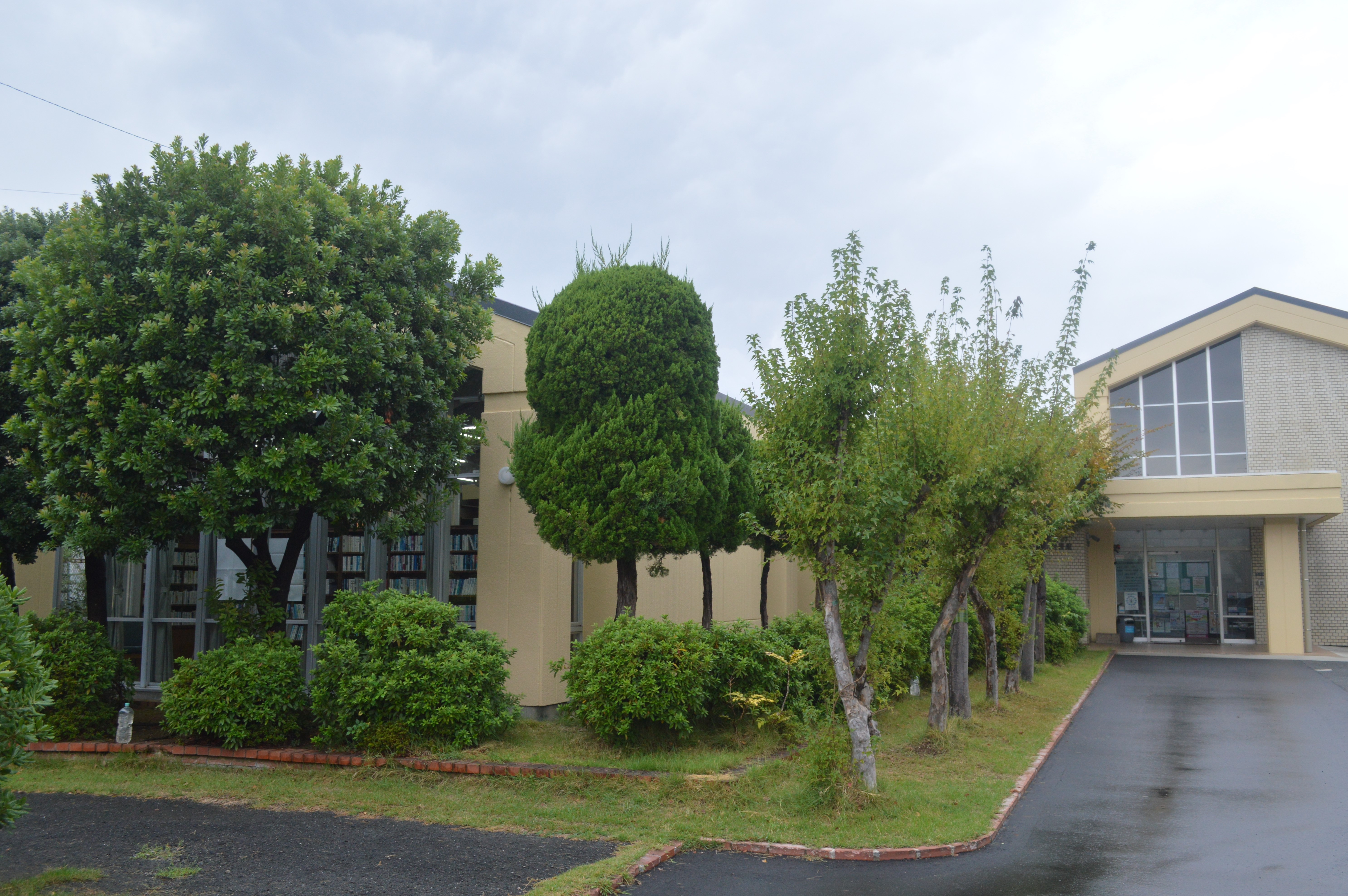
松原市民恵我図書館

#### 受賞歴
- 2020年
  - 日本建築家協会優秀建築選[15]
  - 日本サインデザイン賞 金賞・審査委員賞[15]
  - グッドデザイン賞 公共の建築・空間部門[15]
  - AACA賞 奨励賞[15]

- 2021年
  - おおさか環境にやさしい建築賞[15]
  - BCS賞[15]
  - 日本空間デザイン賞 銅賞[15]
  - 土木学会デザイン賞 奨励賞[15]

- 2022年
  - 日本建築学会作品選奨[15]
  - 全建賞 一般枠建築部門[15]

## 利用案内
松原市民松原図書館
- 開館時間 - 午前9時から午後9時
- 休館日 - 3月・8月・12月をのぞく第3木曜日、年末年始

地域館
- 開館時間 : 午前10時から午後5時30分
- 休館日 : 月曜日、第3木曜日、祝日、年末年始